# Adsorber
Adsorber – urządzenie służące do prowadzenia procesu adsorpcji.
Stosuje się go w celu:
- oczyszczania gazów, cieczy lub roztworów z niepożądanych domieszek (np: usuwanie związków siarki lub gazów trujących, oczyszczanie i odbarwianie olejów jadalnych),
- adsorbowaniu cennych składników z mieszaniny gazów, cieczy lub roztworów (np: odzyskiwanie rozpuszczalników).

Adsorber jest to najczęściej pionowy, cylindryczny aparat wypełniony częściowo adsorbentem, przez który przepuszcza się mieszaninę substancji gazowych lub ciekłych. Adsorbery pionowe mają średnicę do 3 m, a wysokość części cylindrycznej sięga 2 m. Średnice adsorberów poziomych dochodzą do 2 m, a ich długości wynoszą od 3 do 10 m. Wysokość warstwy adsorbentu wynosi od 0,5 do 1,2 m. Prędkość gazu przez nieruchomą warstwę adsorbentu wynosi od 0,2 do 0,6 m/s.

## Podział
Stosuje się adsorbery:
- z nieruchomą warstwą adsorbentu
- z ruchomą warstwą adsorbentu
- z ruchomą warstwą adsorbentu w stanie fluidalnym

## Prowadzenie procesu
W adsorberach zachodzą dwa procesy:
- adsorpcja właściwa
- regeneracja adsorbentu

Procesy te można prowadzić w trybie ciągłym lub periodycznym. 

### Proces periodyczny
W procesie periodycznym adsorbent spoczywa na ruszcie. Przed warstwą adsorbentu spoczywa warstwa żwiru (0,1-0,2 m) o stopniowo zmieniającej się średnicy ziaren (od 0,03 do 0,01 m). Od góry warstwę adsorbentu przykrywa się siatką.

### Proces ciągły
W układzie ciągłym proces adsorpcji prowadzi się z udziałem kilku adsorberów, lub adsorberów z ruchomymi warstwami adsorbentów lub w absorberach z warstwą fluidalną.
W pierwszym przypadku stosuje się adsorbery o konstrukcji podobnej do stosowanych w procesie periodycznym, tyle że poszczególne aparaty przejmują kolejno pracę a w pozostałym czasie przebiega proces regeneracji.
Adsorbery z ruchomą warstwą są pionowymi kolumnami, w których adsorbent pod wpływem sił ciężkości przesuwa się z góry do doły kolumny. Wytrzymałość mechaniczna adsorbentu jest szczególnie ważna. Adsorbery z ruchomą warstwą adsorbentu wymagają dobrania odpowiedniej prędkości przesuwania warstwy adsorbentu, tak by strefa adsorpcji utrzymana została wewnątrz kolumny.
Jeżeli proces jest prowadzony w adsorberach z ruchomą warstwą wypełnienia w stanie fluidalnym, jest łatwiejszy do przeprowadzenia niż przypadku adsorpcji ciągłej z ruchomą warstwą adsorbentu. Problem stanowi produkcja wytrzymałego na ścieranie adsorbentu, którego drobiny muszą zapewniać możliwości wytworzenia stabilnej warstwy fluidalnej w aparacie.